# Крещенское (Новосибирская область)
Креще́нское — село в Убинском районе Новосибирской области. Административный центр Крещенского сельсовета.

## География
Площадь села — 88 гектаров.

## Население
| 2002 | 2007 | 2010 |
| ---- | ---- | ---- |
| 409  | ↗412 | ↘301 |

## Инфраструктура
В селе по данным на 2007 год функционируют 1 учреждение здравоохранения и 1 учреждение образования.